# 帕尼诺区
帕尼诺区（俄语：Панинский район）是俄罗斯联邦沃罗涅日州下辖的一个区，其行政中心为帕尼诺。据2016年统计，该区的人口为26224人。